# Roztoka (dopływ Białki)
Roztoka – potok, dopływ Białki. Wypływa z Wielkiego Stawu w Dolinie Pięciu Stawów Polskich w Tatrach Wysokich i odwadnia całą tę dolinę. Pomiędzy stawami istnieją mniejsze łączące je potoki. Najdłuższy z nich ma długość 1,5 km i rozcina morenowe dno doliny. Zasilają go także krótkie dopływy ze stoku Koziego Wierchu i spod progu morenowego Dolinki Pustej.
W odległości około 150 m na południowy wschód od Wielkiego Stawu potok spada z wielkiego progu, tworząc najwyższy w Polsce wodospad Siklawa (wysokość ok. 64–70 m). Od tego miejsca potok Roztoka płynie Doliną Roztoki lodowcowym korytem o wąskim dnie, wypełnionym rumoszem skalnym. Zasilany jest wypływami z Dolinki Buczynowej i ciekami spływającymi żlebami Wołoszyna. Wzdłuż całego biegu potoku Roztoka występują ponadto źródła morenowe wybijające przy jego korycie. Przed ujściem do Białki potok spada z progu skalnego, tworząc trzy wodospady zwane Wodogrzmotami Mickiewicza. Przed samym ujściem do Białki gubi część wody w dużym stożku napływowym i rozdziela się na dwa koryta. Prawe z nich uchodzi do Białki na wysokości 1020 m, ale woda płynie nim tylko w czasie wyższego stanu wody. W lewym korycie woda zanika stopniowo w materiale akumulacyjnym rzeki Białka, nie dochodząc do jej nurtu.
Roztoka ma długość 6,5 km i spadek 9,92%. Odwadnia obszar o powierzchni 13,6 km², w tym: Dolina Pięciu Stawów 5,5 km², Dolina Roztoki 8,1 km².

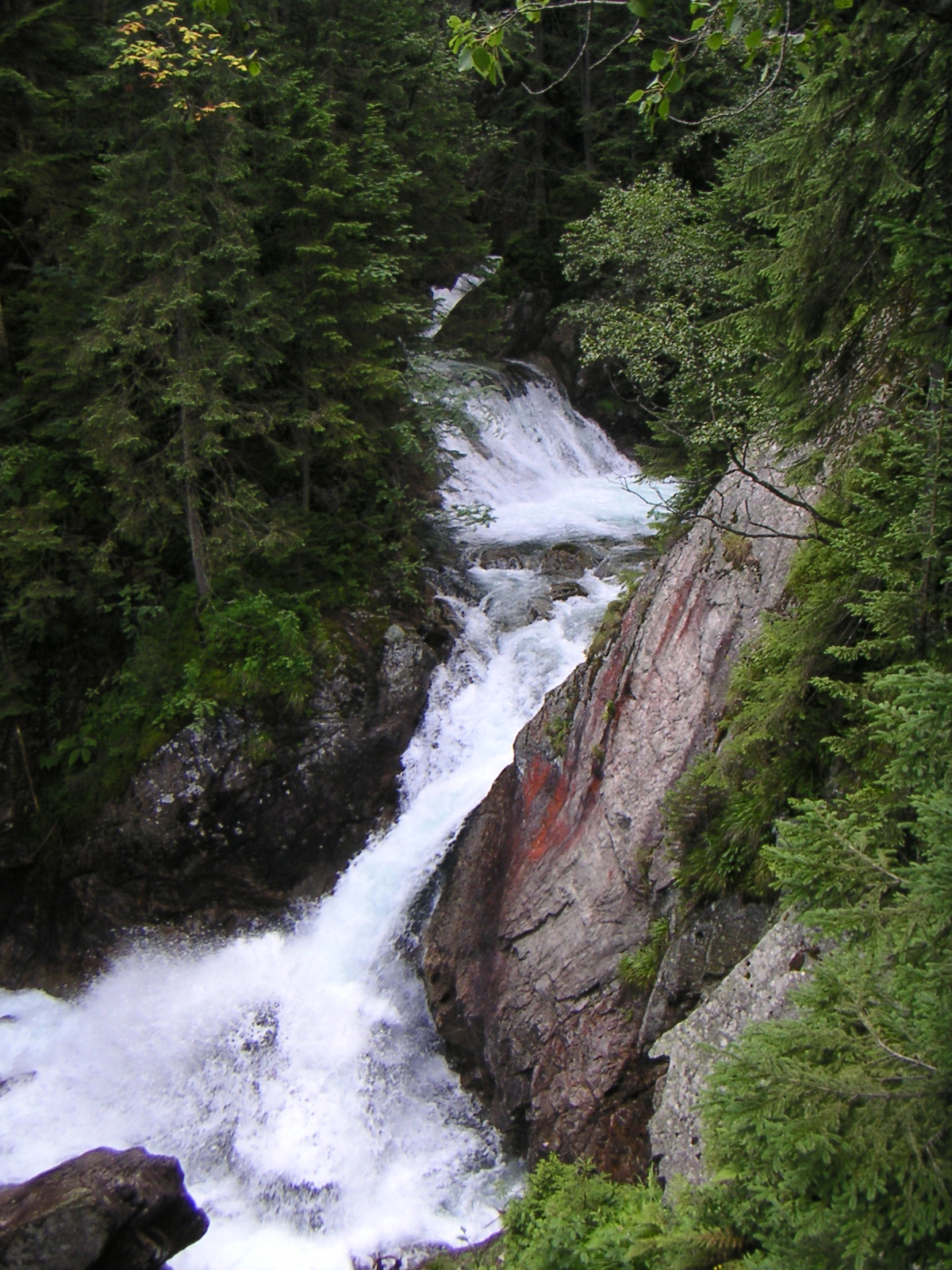
Wodogrzmoty Mickiewicza

## Szlaki turystyczne
– wzdłuż prawie całego biegu potoku przebiega zielony szlak ze schroniska na polanie Stara Roztoka do Doliny Roztoki, a dalej do Doliny Pięciu Stawów.
- Czas przejścia ze schroniska do Wodogrzmotów Mickiewicza: 15 min, z powrotem 10 min
- Czas przejścia znad Wodogrzmotów do Doliny Pięciu Stawów: 2:05 h, ↓ 1:30 h

 – czerwony szlak z Toporowej Cyrhli przez Psią Trawkę, Rówień Waksmundzką i dalej wzdłuż szosy nad Morskie Oko, przecinający potok przy Wodogrzmotach.
- Czas przejścia z Równi Waksmundzkiej do Wodogrzmotów: 1:15 h, z powrotem 1:35 h
- Czas przejścia od Wodogrzmotów do Morskiego Oka: 1:30 h, ↓ 1:15 h

 – szosą od Wodogrzmotów do parkingu na Palenicy Białczańskiej. Czas przejścia: 40 min, ↑ 50 min.